# 日本の客車史
日本の客車史（にほんのきゃくしゃし）では、日本の鉄道における客車の歴史について述べる。本項目では、時代を大きく次の7つに区分して概説する。個々の客車については、各系列、形式等の項目に詳細を譲り、客車全体の発達と歴史的背景に重点を置いて記述する。
- 第1期：1872 - 1887年ごろ、#創業時代。
- 第2期：1887 - 1910年ごろ、#鉄道網発展時代。
- 第3期：1910 - 1927年ごろ、#基本形以後。
- 第4期：1927 - 1955年ごろ、#鋼製客車の時代。
- 第5期：1955 - 1969年ごろ、#軽量客車以後。
- 第6期：1969 - 1987年ごろ、#12系以後。
- 第7期：1987年以降、#国鉄分割民営化後。

## 創業時代

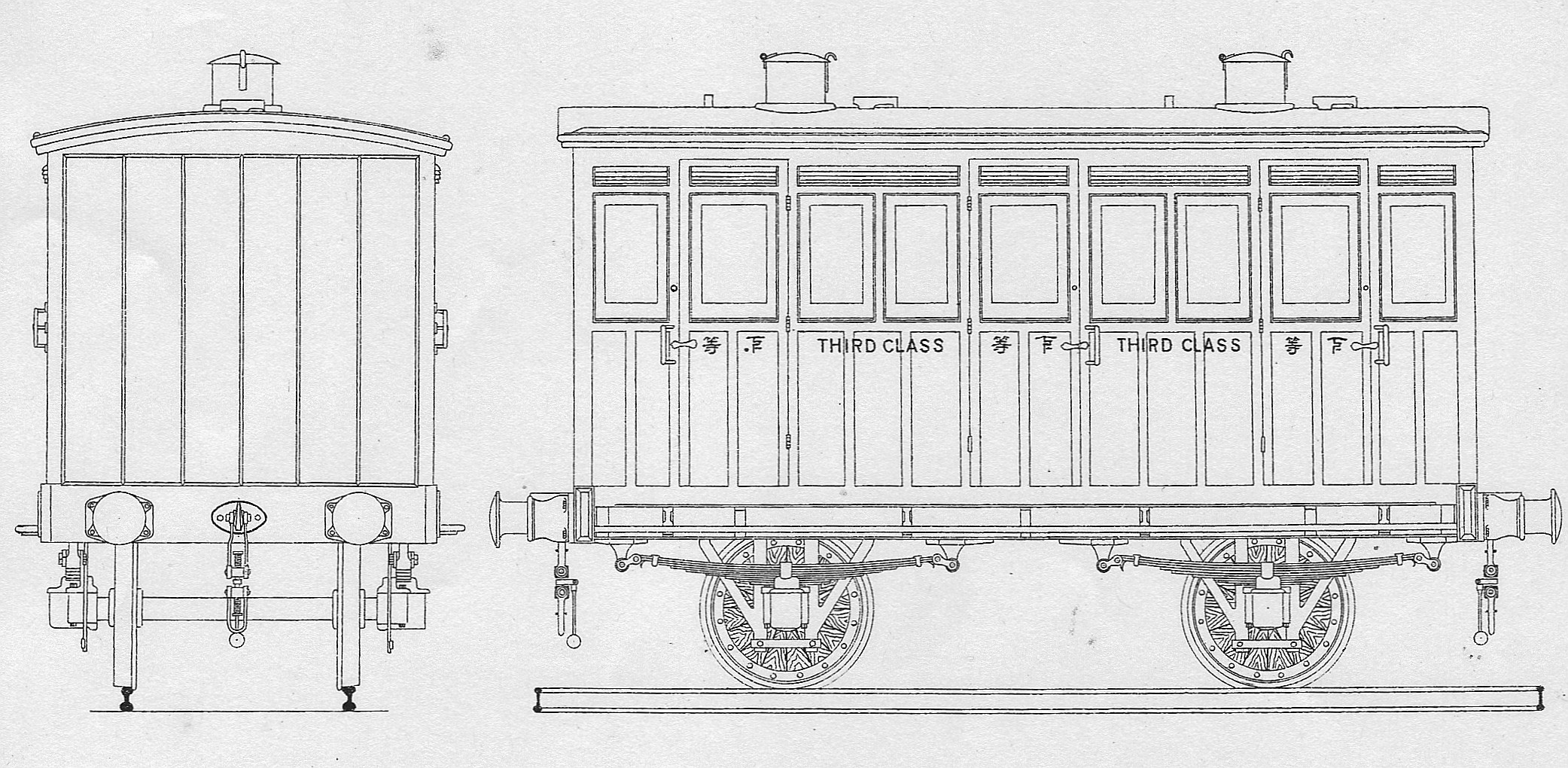
「最古客車図」

1872年の日本の鉄道開業に際しては、客車は全てイギリスから輸入された。全て2軸車で、同年末で58両。内訳は上等車10両（定員18人）、中等車14両（定員22人）、下等車26両（定員36人）、緩急車8両である。『日本鉄道史』には全長5410 mmの区分席形の超小形客車が「最古客車図」として載せられているが、実際にはより大きい車体の両端にオープンデッキの出入り口がある客車が使われ、この図のタイプは大阪・神戸間が開業したときに使用されたことが判明している。
早期に国産化が計られ、1875年には神戸工場で完成。当時の客車は台車や台枠等は鉄製で輸入に頼ったが、木造の車体の工作は練達の日本人工員によってマスターされた。
また最初のボギー客車は1875年から1877年に輸入され、少なくとも1両の車体は神戸工場で製作された。10名用の区分席を10組設けた下等車で後のコハ6500形である。ただし国産は新橋、神戸両工場のみにとどまり、官設鉄道、日本鉄道以外には供給できず、他の鉄道の客車は輸入に頼った。

## 鉄道網発展時代
この時期、客車は2軸車が主力だが、当初の9両で止まっていたボギー車も、東海道線全通の1889年にイギリスから合計56両が輸入され、同年に鉄道作業局新橋工場で同形の客車の製造が18両行われた。また新橋・神戸工場では寸法が異なるボギー客車も製造、日本鉄道にも供給した。1897年（明治30年）ごろまでは、この両工場のほかに製造能力を持つのは北海道炭礦鉄道の手宮工場に留まっていたが、のちには各大私鉄の工場および独立の民間車両会社での製造が行われるようになった。官鉄が寝台車を、九州鉄道がアメリカから「或る列車」の通称で知られた豪華客車を輸入したなどほかは、おおむね国内で自給できるようになった。もっとも、国内で自給といっても台車の輪軸や台枠用鋼材など重要部材についてはこの時点では未だ国産化に至っておらず、台車や車体の設計についても輸入品の模倣に終始する状況であった。
客車のブレーキ装置は、従来全て非貫通の手ブレーキをそのための緩急車に設けていたが、1887年に真空ブレーキがイギリスから輸入されて一部で試用された。
日本初の食堂車は、1899年5月25日に山陽鉄道が運行した。また1900年に同じく山陽鉄道が神戸駅 - 三田尻駅（現・防府）間急行に1等寝台車を連結した。以後、官設鉄道や日本鉄道が追随し、特殊サービスのための客車も広がっていった。
設備に関しても、前述の山陽鉄道では明治31年（1898年）度に電灯照明を開始し、電力確保のために蓄電池を搭載した蓄電池車、翌年に発電機を搭載した発電車を購入し使用していたが明治34年（1901年）までに蓄電池車に統一し、鉄道国有化後も車軸発電機式と一時並行して使っていた時期もあったが、最終的に大正3-4年（1914-1915年）に車軸発電機に統一された。また、ボギー客車の広まりについても、明治40年時点でも国有路線に限っても大半の客車は2軸車（客車総数4983両中、2軸車4026両。）だったが、明治43年（1910年）に鉄道院は2軸車新造を打ち切り今後はボギー車にすることにした（小規模な私鉄向けでは大正以後も2軸車はメーカーごとのレディメイドで製造を続けられ、中には神中鉄道の2軸客車（後の常総筑波鉄道ハフ74）のように大正15年に製造されたものもあった。）。
なおこの時期までの客車は、官設鉄道のものも私有鉄道のものも全て、1928年の称号規程の改正以後は雑形と称され、2軸（4輪）車、2軸（4輪）ボギー車、3軸（6輪）ボギー車など、大まかな構造の相違ごとに与える番号帯に一定の区分を行った上で、1 - 9999の番号が付されることになった。

## 基本形以後

### 中形客車

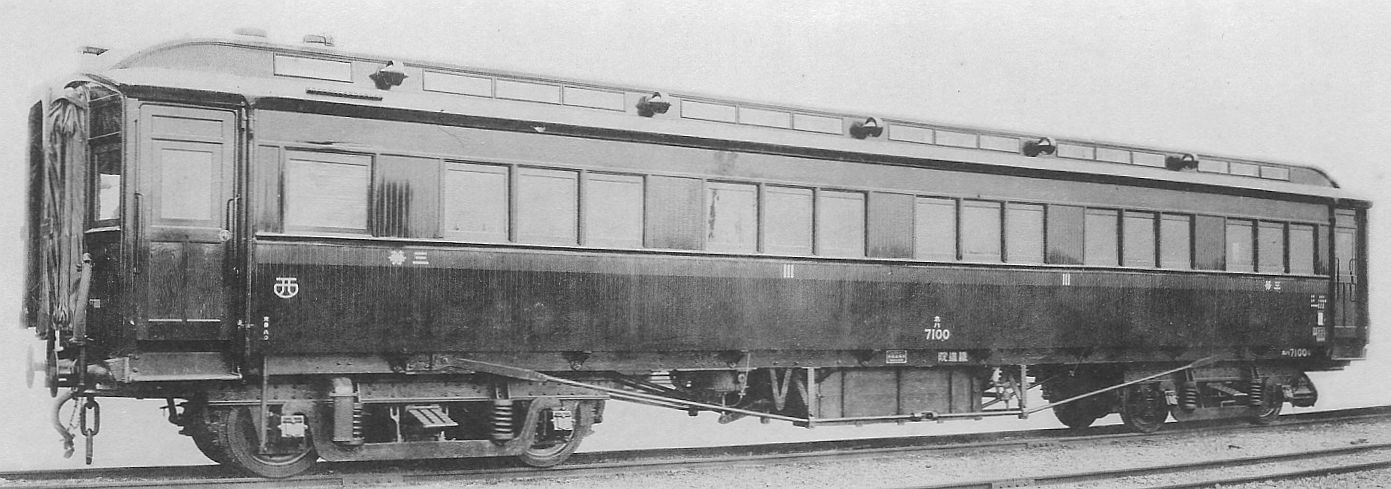
ホハ6810形（後のナハ12000形） ホハ7100

1906年の鉄道国有法に基く国有化が終わり、1908年に鉄道院が発足、さまざまな統一志向の中で、客車についても製造についての統一基準が1910年に制定された。この仕様書に従う形で、国有化後初の制式客車として計画・製造されたのがホハ6810形を基幹形式とする系列で、基本形客車と呼ばれた。3軸ボギー台車と20 m級車体の採用は一部の優等車に限られ、大半は17 m級2軸ボギー車として製造された。車体幅が2705 mmであることが共通している。屋根は二重屋根である。
なお国有化に伴っては1911年に称号規程の大規模な改訂も行われた。この規定では客車の形式は、1941年称号規程で鋼製客車について改訂される以前は、厳密には番号のみで表される。なお換算両数に関して、その後1913年6月1日の改訂、および1924年11月1日の改訂があり、これにより重量記号が変更されたものなどが多くある。
また1916年後藤新平の鉄道院総裁就任により、軌間の標準軌化の計画が一時推進されたことで、1918年度から1919年度にかけて、その準備として車体は従来と同様ながら、従来より大きな台枠とTR11など車軸を長軸に変更した台車を採用した車両が製作された。（長軸採用の客車には当初20000番台の番号が付された。国鉄客車の車両形式を参照。）
以上の時期の客車は1928年の称号規程の改正以後は、中形と称され10000 - 19999の番号が付されることになった。

### 大形客車
1918年の第一次世界大戦の終結後、鉄道省は旅客輸送力増強のために制式客車の大形化を企画した。まず、1919年に試作車を製造、これらを試運転後に実際の運用に投入して評価試験を行い、翌1920年には「大形客車車両限界」を制定、実際の車両運用に必要となる法規上の条件整備が実施された。
最大幅2,900 mm、車体幅2,800 mmの大断面を採用し、天井も最大高が拡大されたこれらの客車は、大形基本形客車と呼ばれ、この系列は最終的に1927年のオハ31系客車への切り替えに伴う製造打ち切りまで大量生産され、第二次世界大戦後の鋼体化実施まで使用された。
なお連結器は、当初から緩衝器（バッファ）を併用するねじ式連結器を使用していたが、1925年（大正14年）7月に他の車両とともに一斉に自動連結器に交換された。これに伴い車端衝撃や車体重量を台枠中バリが集中して負担する（木製車ではここしか負荷をかけられる部位がない）ことから、トラスロッド式から魚腹形中バリを用いた台枠が1926年度からの新製車に用いられた。
以上の時期の客車は1928年の称号規程の改正では、大形に区分され20000 - 29999の番号が付されることになった。

### 電車型客車
これは私鉄に見られたもので、第3次私設鉄道ブーム（第一次世界大戦〜昭和初期）の頃に見られたものである。
この頃は電気鉄道の発展が見られた時期で、電化を想定して製造されたもので大まかには「電化工事完了前に車両が必要になった所」や「将来的に電化が実現したら電車に改造する」の2通りが見られ、前者は大正15年製造の東武鉄道のホハ51〜60→デハ11〜16・19・20・クハ7・8など実際に電車に改造されたものもあるが、後者は電車になれなかったものも多く、例として大正14年製造の佐久鉄道ホハ21〜23・31〜33・41・42などはパンタ取付金具があるなど明確に電車改造前提の構造でありながら電車化されなかった。

## 鋼製客車の時代

### 昭和前期
1926年9月23日に、山陽本線特急列車脱線事故が発生、被害が拡大した原因の一つが、木造客車の脆弱性にあると考えられたため、鉄道省は翌年度から木造客車の製造を中止して鋼製客車の製造に切り替えたと、新聞では言われているが、鉄道省ではこの3年前の大正12年（1923年）頃に乗客の安全のためなどに客車鋼製化の話が起こっており、その後外国鋼製車の比較調査を行い、大正14年試験設計計算・同15年度本設計・製作着手の上、昭和2年（1927年）3月に最初の鋼製客車を製造したという。
また、この設計の中心的だった朝倉希一も「そこで大正13年、私が車両課長となると、鋼製車に経験を有する日本車輛会社や川崎車輛会社の意見を聞いて鋼製車を設計し、大正15年から実施した。」と証言しており、鋼製車製造計画は事故以前からあったという。

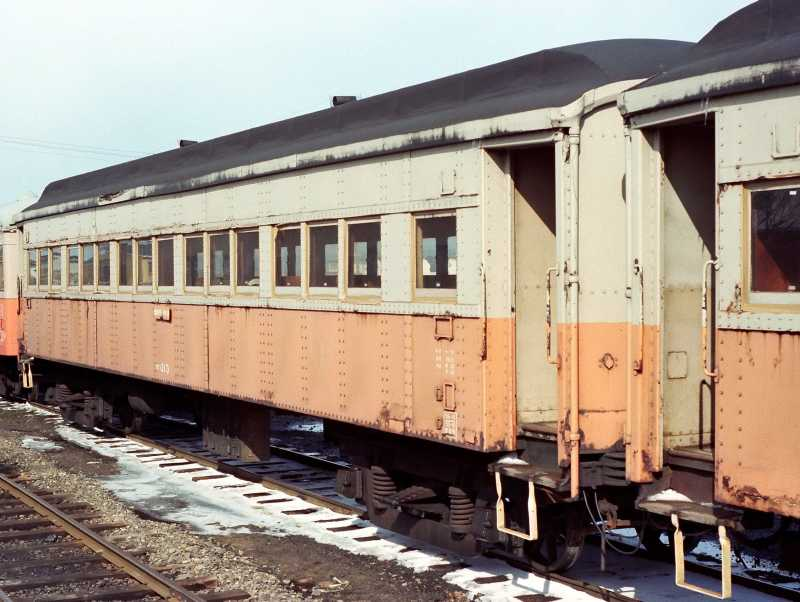
津軽鉄道に譲渡されたオハ31 3（1983年）

これら最初の鋼製車は2軸ボギー車は車体長17 m、優等車を中心とする3軸ボギー車は20 mでオハ31系と呼ばれる。
素材こそ鋼製に変わったものの、車体構造は木造制式客車とほとんど変わらず、魚腹形の強固な台枠を備え、その上に鋼材による柱や梁を組立てて、そこに外板をリベットを用いて打ち付ける、という従来通りの構造設計が採られている。これは設計にかかわった朝倉希一によると「（木製から鋼製への）意向を容易にするため、初めは柱を形鋼とし、屋根は従来のままとした（中略）内側の化粧張りなどはそのままであった。」とのことであるが、単純に木を鋼に置き換えただけではなく熱伝導の違いもあるので断熱材として馬毛フェルトを使用したり、表面の鋼板がデコボコしてしまうのでお灸をすえると称して所々熱して急に水をかけて平らにするという苦労があった他、木造車では車体が垂れるため後からでもトラスロッドのねじで台枠を変形して調節できるようになっていたが、鋼製車では台枠と車体が一体なので設計には苦労があったという。
また、鋼製車使用当初は「鋼製車が頑丈なのはよいが、鋼製車と木造車を混結している時に事故が起きた場合、木造車がよりひどく損傷するのではないか？」という懸念もあったが、実際には一番乗客の被害が大きくなる「衝突で一方がせりあがって台枠（木造車でもここは鋼製）が相手の車体に突き刺さる（当然木の柱は耐えられずに折れ、客室が破壊される。）」というケース（テレスコーピング現象）では、鋼製車が相手なら鋼製の妻板全体が激突するので、車体同士がお互い入り込んで破壊することがなくかえって安全であるという計算になり、実際の事故でも立証されたという。
他に計算外だったこととして鋼製客車完成後に実施された荷重試験で、木造車と違い鋼製車では側構が荷重を負担でき必ずしも台枠を魚腹形とする必要はないことが判明した。その結果、1929年から製造したスハ32系以降の客車台枠は車体長は等級・用途を問わず、全ての車種で20 mに統一され（長形）、原則的に溝形鋼を用いた、単純で軽量な長形台枠に変更され、例外的に郵便車・荷物車などは開口部が大きいので頑丈な魚腹形台枠をもうしばらく採用していたが、これも昭和6年（1931年）のマニ36700形（後のマニ31）で溝形鋼通し台枠にされた。

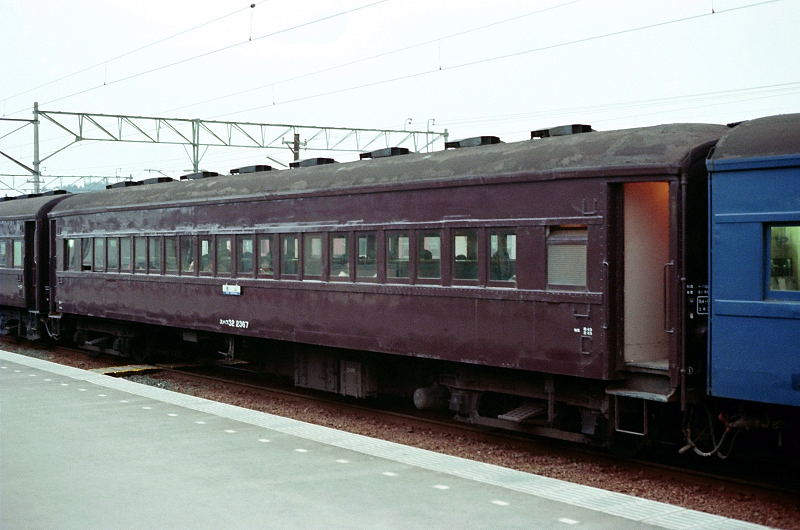
国鉄、スハフ32 2367

この長形客車も初期に製造された車両では、屋根は二重屋根（もや屋根とも言う）となっていた。この方式は、段差の部分に採光窓を設けることができるなどの利点があったが、構造が複雑で製造上工数もコストも大きかった。そこで単純な丸屋根への変更が検討されたものの、当初は形状が大きく変わることへの反対が大きく、実施には至らなかったが、1931年に製造された初の三等寝台車である30000形（のちのスハネ30形）において上段寝台のスペースを確保する目的で丸屋根が採用され、工数とコストの削減が確認された結果、他の車両についても増備車は丸屋根とすることとなり、1932年以降の新造車は全て丸屋根に変更となった。なお、この時欧州風切妻車体も考慮されたが、連結時の外観の違いなどから一般では見送られ、独自の編成を組む御料車・供奉車のみ昭和6年（1931年）新製から変更になった。
ブレーキについては、従来客車では真空ブレーキが用いられていたところ、1919年に直通空気ブレーキの採用が決定された。客車は1929年から取付をはじめ、1931年7月までに全客車の改造を完成して，空気ブレーキに統一された。
この空気ブレーキ採用の副次的効果として、圧縮空気タンクの標準装備化で空気圧を車内設備に使用できるようになり、これまで屋根上に設けられていた水タンクから重力で水を落とす機構を床下のタンクから水を押し上げられるようになったことで、水容量が屋根水タンク時代357リットルから床下タンク化で約500リットルに増加した。
なお1928年には、大幅な称号規程の改正が行われ、形式に大きな変更があった。

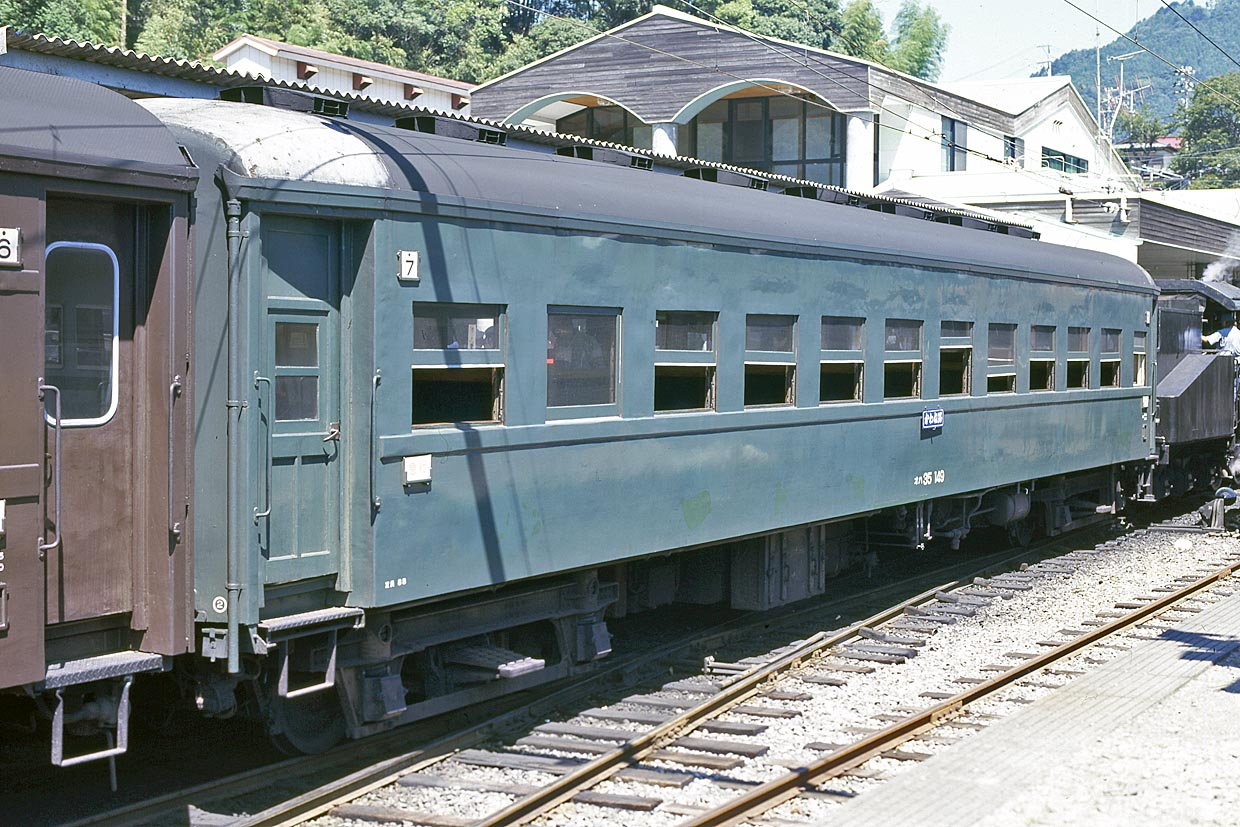
オハ35 149 張り上げ屋根・ノーヘッダー車。（大井川鉄道（現・大井川鐵道）、千頭駅）

その改良形として、1930年代後半よりオハ35系の各車種が製造された。構造面では従来600 mm幅が標準であった側窓が1,000 mm幅を標準とするように変更され、過剰な補強材の省略、リベット接合が多用されていた組み立ての溶接への移行が進むなど、スハ32系の基本構造に従いつつ全面的な設計のリファインが実施され軽量化されているのが特徴である。ただし、その量産が戦前と戦後にまたがって継続された結果、車体構造は製造時期によって大きく異なる。
1941年には、鋼製客車について大きな称号規程の改正が行われ、形式に大きな変更があった。
1943年2月、東海道線通勤列車の混雑緩和のために、座席の一部を外した車両の増結が開始された。この車両は出入り口付近の座席24人（/両）分を取り外したもので後の通勤型電車、近郊型電車の座席配列に近いものとなった。

### 戦後の混乱と復興
戦後の1946年当時、客車の総保有数は数字の上では戦前とほぼ同数であったが、実働可能な車両は総保有数の約7割にとどまる一方、旅客輸送需要は戦時中に比べて極端に増大し、また進駐軍に状態のよい客車を優先的に接収されるなどして（進駐軍用の多様な車両のカテゴリーとしては軍務車が臨時に設けられた）、客車の著しい不足を生じた。そこで、戦災を受けた客車・電車の台車・台枠・鋼体を再利用、車体のみを新製、あるいは車体も生かしつつ改造し、旅客輸送の用に供することが考えられた。この手法により製造された車両を戦災復旧車という。区別のため形式は70番台の番号を付されていたことから便宜上70系客車とも呼ばれる。

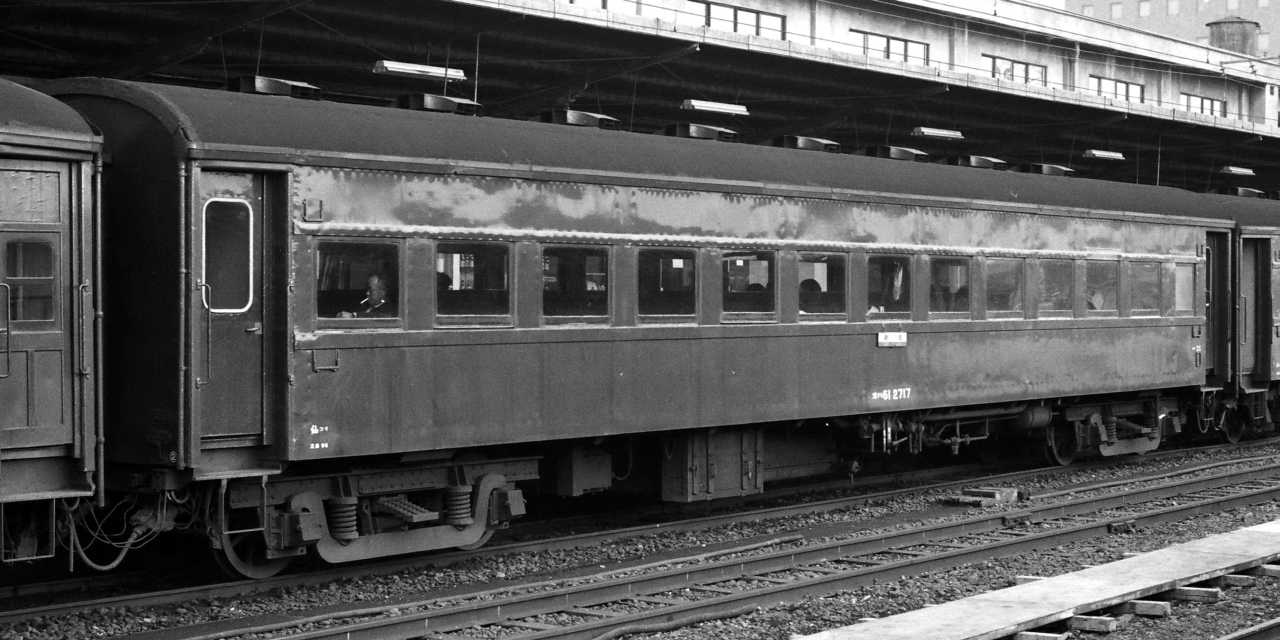
オハ61形（会津若松駅、1981年撮影）

第二次世界大戦後でもまだ国鉄保有客車数の約6割が木造客車であり、ローカル線の普通列車では木造客車が当たり前の状況であったが、製造後最低でも20年から40年程度が経過し、全体に老朽化が進行しており、早期に鋼製客車に置き換えることが強く望まれるようになった。だが当時は戦後の混乱期で短期間のうちに鋼製客車を大量に新製することはコスト的に困難とされた。また当時の鉄道運営を管轄していた進駐軍は、車両新造許可には消極的であった。
これらの課題の対策として、木造車の改造名目で安価に鋼製客車を製造する「鋼体化」と呼ばれる手法が取り上げられた（戦前のオハ31などの計画は「鋼製化」なので注意）。木造客車の台枠や台車、連結器などを再利用し、鋼製の車体のみを新製するもので、1949年から鋼体化改造に着手することになった。鋼体化改造の場合、客車の製造費用を従来の半分程度に抑えることができるとともに、安全対策を主眼とした既存車両改造名目のため、車両新造に関わる制約を受けずに済んだ。
これらの鋼体化客車は他の制式鋼製客車などとの区別のために60番台の形式を付されており、便宜上、60系客車と呼ばれるようになった。
なおこれに伴い、1955年度末までに、国鉄では旅客営業用の木造客車は消滅した。

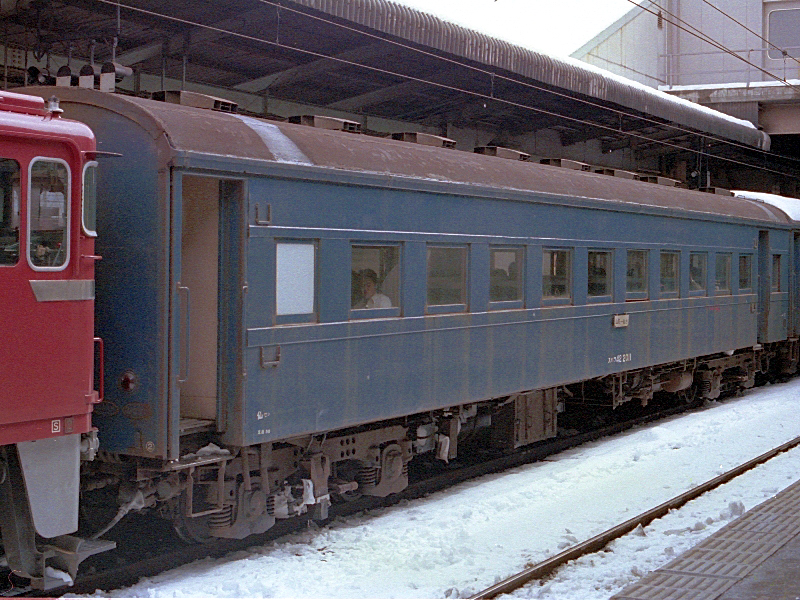
スハフ42形（仙台駅、1985年3月撮影）

国鉄では1951年から急行列車への使用を主体とした車両としてスハ43系客車が製造された。オハ35系の改良版として設計され、在来形の客車に比して居住性を大幅に改善した画期的な客車であった。投入当初は急行列車などの優等列車で使用された。
オハ60形（1949年）で採用された完全切妻形車体（連結面に後退角がない車体、所謂食パン客車）を採用して、客室の有効面積が拡がり、座席間隔が多少広くなった他、製造上もコストダウンにつながっている。
台車は新形台車のTR47が採用された。これは、スハ42形客車で採用されたウイングばね式鋳鋼台車であるTR40の設計を基本としつつ、乗り心地の改善を図ったものである。
優等客車は、戦前以来3軸ボギー台車とするのが常識とされていた。しかし冷房装置などの追加に伴って床下機器搭載スペースの不足が問題となりつつあったため、TR40での成果を受けて見直しがなされ、新造される優等客車は3軸ボギー台車を止めて通常の2軸ボギー式台車を使用することとされた。
三等客車の接客設備も43系では著しい改善が見られた。車内照明は従来天井中央に1列であったが、43系では2列配置とした。座席は背ずりの下半分の詰め物が厚くなるとともに、スプリングも軟らかくされ、座り心地が良くなった。また、座席の通路側には固定式の頭もたせが付けられた。なお私鉄における客車新製が稀になったこの時代、43系をベースとして造られたものとして南海サハ4801形客車がある。
1953年には、1941年の改正が早くも行き詰まりをみせたため、客車全般について称号規程の改正が行われ、形式の変更が行われた。

## 軽量客車以後
電車・気動車の普及により、年度末の統計では国鉄客車は1958（昭和33）年度をピークに以後減少傾向に転ずる。更に1960（昭和35）年から開始された動力近代化計画によって客車列車の淘汰が進んだほか、私鉄では客車列車そのものが衰微の一途をたどり、中小私鉄などでこれ以前に属するタイプを使い続けるか、国鉄から旧形車の譲渡を受ける程度となる。

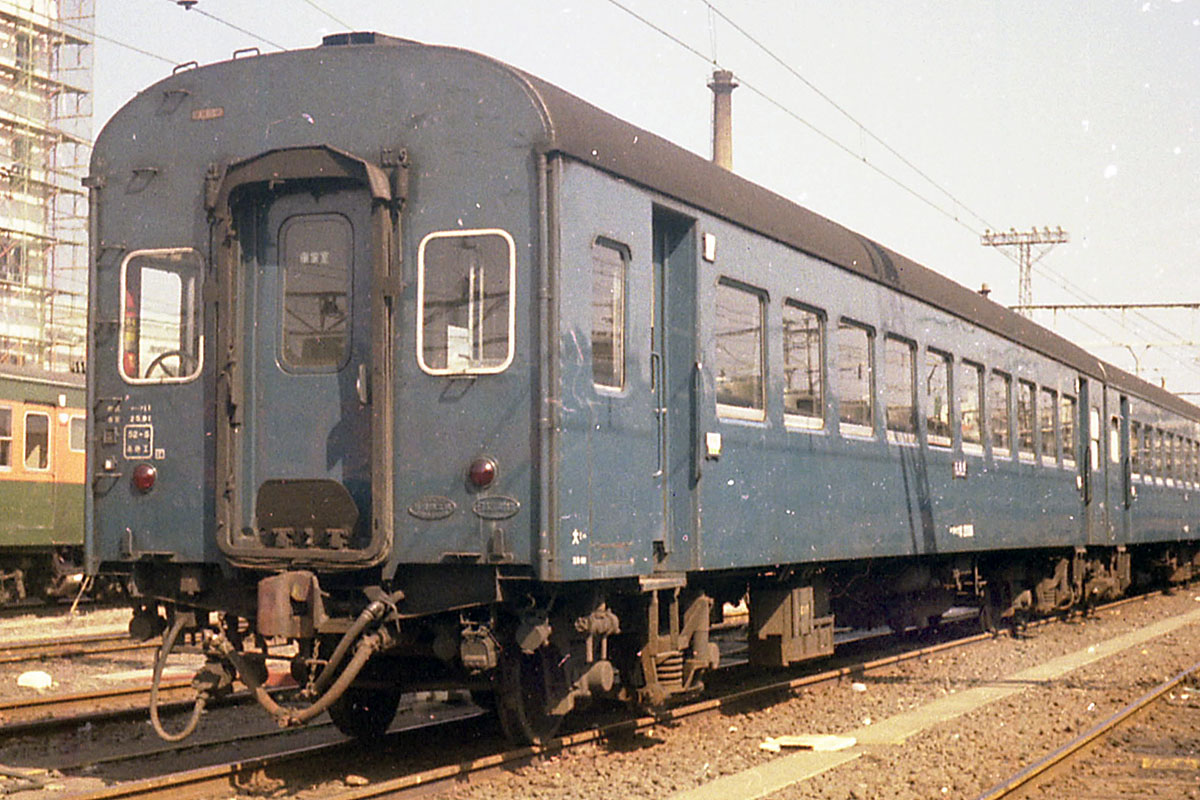
ナハフ11 2005

この時期国鉄は、当時軽量化設計で世界をリードしていた、スイス国鉄の軽量客車の影響を強く受けて、10系客車を1955（昭和30）年に開発・試作し、その後量産した。
革新的な設計の導入により、従来の鉄道車両に比べて格段の軽量化を実現し、輸送力増強や車両性能の向上に著しい効果を上げたほか、デザインの面でも、大形の窓を備えるなど軽快なスタイルとなり、国鉄車両に新風を吹き込んだ。
従来の車体が、構造上土台となる「台枠」に強度の大きな部分を負担させたのに対し、10系では車体全体で衝撃を分散負担する構造を採用、梁や柱のプレス一体成型品への置換えや、側板厚の削減など、車体を大幅に軽量化した。
また内装にも軽金属や合成樹脂材料を多用、木材をほとんど廃した「全金属車体」となった。
台車についても重い形鋼や一体鋳鋼に代えて、プレスした鋼板部材を溶接して組立てることで重量の大幅な軽減を実現した。この軽量車体の考え方は以後の新性能電車などの構造にも取り入れられることになる。
また寝台車では、最大幅を2.9 mに広げて裾を絞った車体断面を導入し居住性を改善、これも以後多くの車種に採用された。

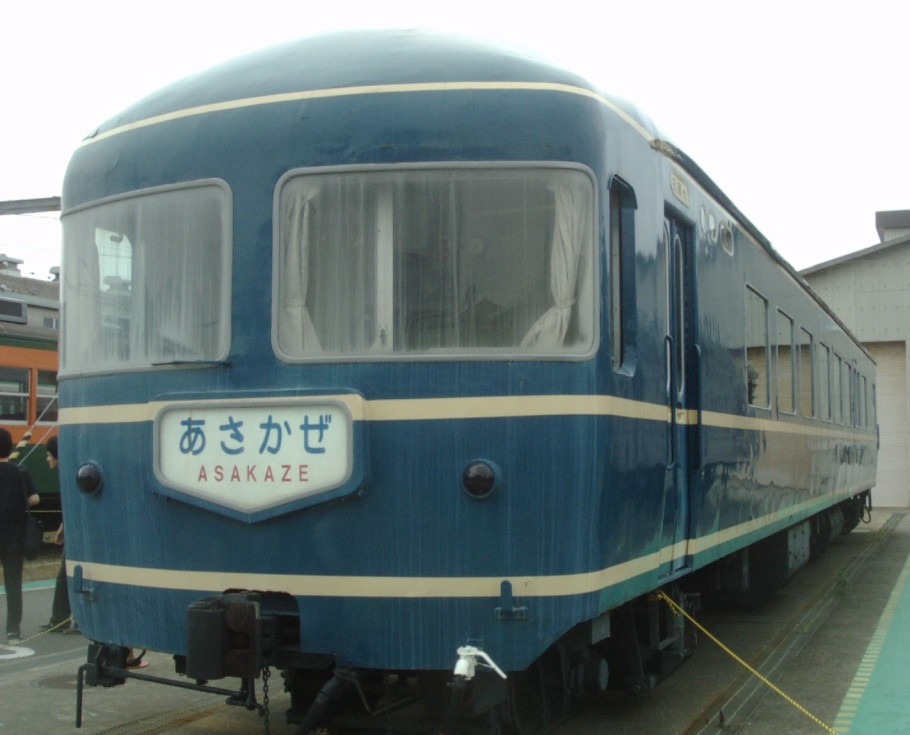
ナハネフ22 1（鎌倉総合車両センター）2004年

1958年には、寝台特急列車用客車20系客車を開発した。
日本で初めて、同一系列の車両による「固定編成」を組むことを前提に設計された客車であり、冷房装置や空気ばね台車の装備などで居住性を大きく改善した画期的な車両であった。通常編成端に連結される緩急車や荷物車は流線型デザインとされ、青一色にアイボリーのストライプで統一された外観は、以後の客車寝台特急も含めて「ブルートレイン」と呼ばれる起源となった。
車体構造は、10系客車の延長上にある軽量構造で、国鉄で最初に、全車両に空調装置・空気ばね台車を完全装備し、著しい居住性の向上を成し遂げた。ただし扉はまだ自動ドアではなく、遠隔操作でロックが可能なだけである。

## 12系以後

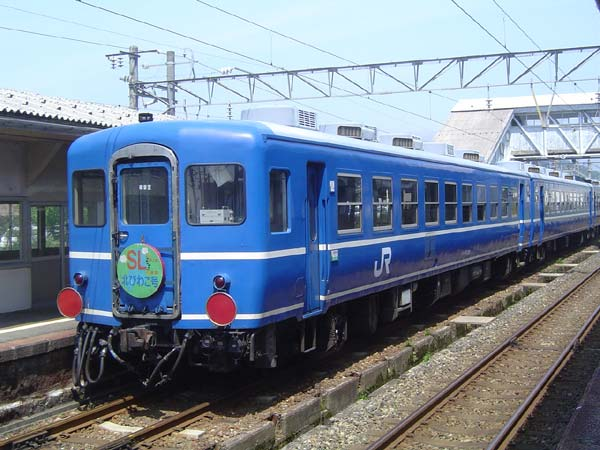
スハフ12形

この時期は、動力近代化計画の進展によって電車・気動車が旅客輸送の主力となることにより、客車列車は特殊な存在となっていた。残る部門は、幹線の寝台列車、通勤通学列車、臨時列車・団体列車などの波動輸送用であったので、これらの専用車両が造られることとなった。
1969年（昭和44年）から、急行形座席客車12系客車が製造された。当初から冷房装置を搭載し、また自動ドアの客車初採用などの改良で、旅客サービスや安全面の向上に大きな成果を挙げた。また編成端になる緩急車は折妻として貫通路の扉も含め統一したデザインとなったが、これは14系以後にも継承された。
このほか、客車のサービス電源（冷暖房用の電源）を床下のディーゼル発電機でまかなう「分散電源方式」を初めて採用し、2段式ユニット窓やFRP部材の採用など、多くの技術面でその後の国鉄客車の基本となった。稼働率の低い波動輸送向けに、動力装置を持つ電車・気動車を増備することは製造・保守のコストがかかること、戦前に製作された客車が多数在籍していたが、その老朽化による車両自体の取り替え需要が生じた一方、一般形の座席客車は10系客車以来増備されていなかったことが、客車として製造された理由である。

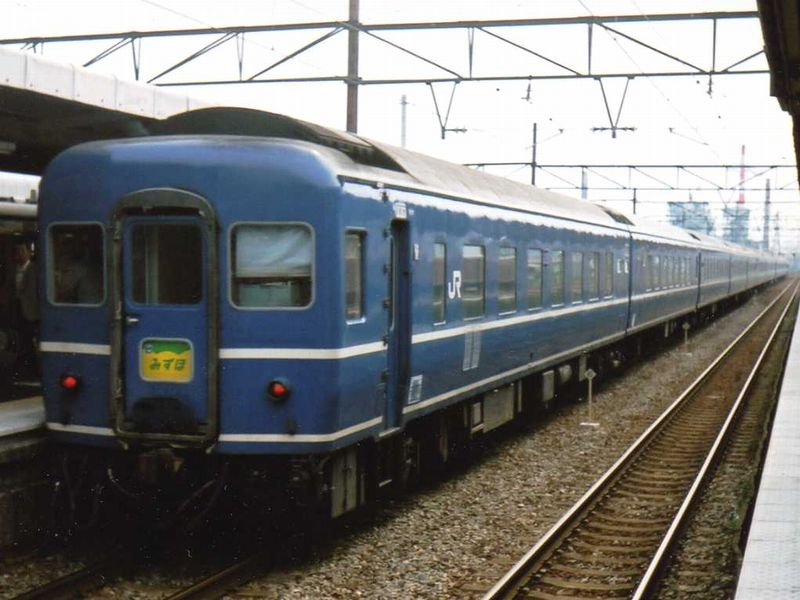
「みずほ」で使用された14系14形

1971年からは14系客車が製造された。12系客車での「分散電源方式」を採用しつつ、特急列車としての使用を前提とした車内設備を持たせた客車である。昼行特急列車や座席夜行列車に使用する座席車と、寝台特急列車に使用する寝台車があり、さらに寝台車は製造時期や仕様の違いにより、14形と15形に分かれているが、いずれも機器などは基本的に同一である。14形寝台車では、B寝台車のそれ以前の標準寝台幅52 cmに対し、581系電車で採用したのと同様の70 cmと大形化した。
また臨時特急列車にも使用していた12系は向かい合わせの固定式クロスシートであり、利用者の評判は芳しくなかったことから、特急電車と共通の回転式クロスシートをもつ波動輸送（臨時列車）用特急形車両として1972年より14系座席車が製造された。

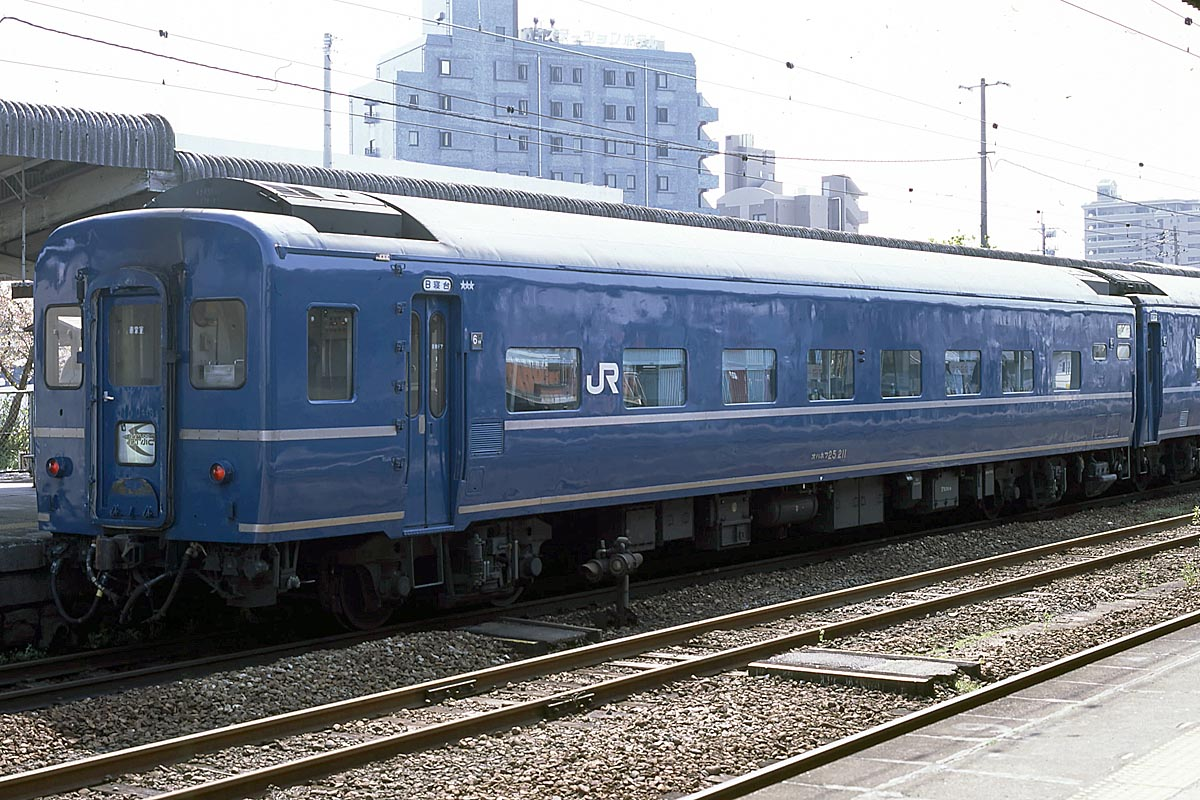
24系25形のオハネフ25 211

1972年に発生した北陸トンネル火災事故を機に火元となりうるディーゼルエンジンを客室の床下に置いた分散電源方式は防火安全対策上において問題があると指摘され、車体の基本構造は14系を踏襲しつつ、徹底した出火対策を施し独立した電源車から客車へサービス電源を給電する「集中電源方式」を採用した24系寝台客車が1973年から製造された。
初期の24形と25形とでB寝台車両の設備内容が変更されており、1973年度下期から製造された25形では山陽新幹線岡山駅 - 博多駅間の延伸開業によって寝台特急の利用客が減少することを見越して、定員を減らし居住性を改善するためB寝台車がそれまでの3段式から2段式に設計変更された。

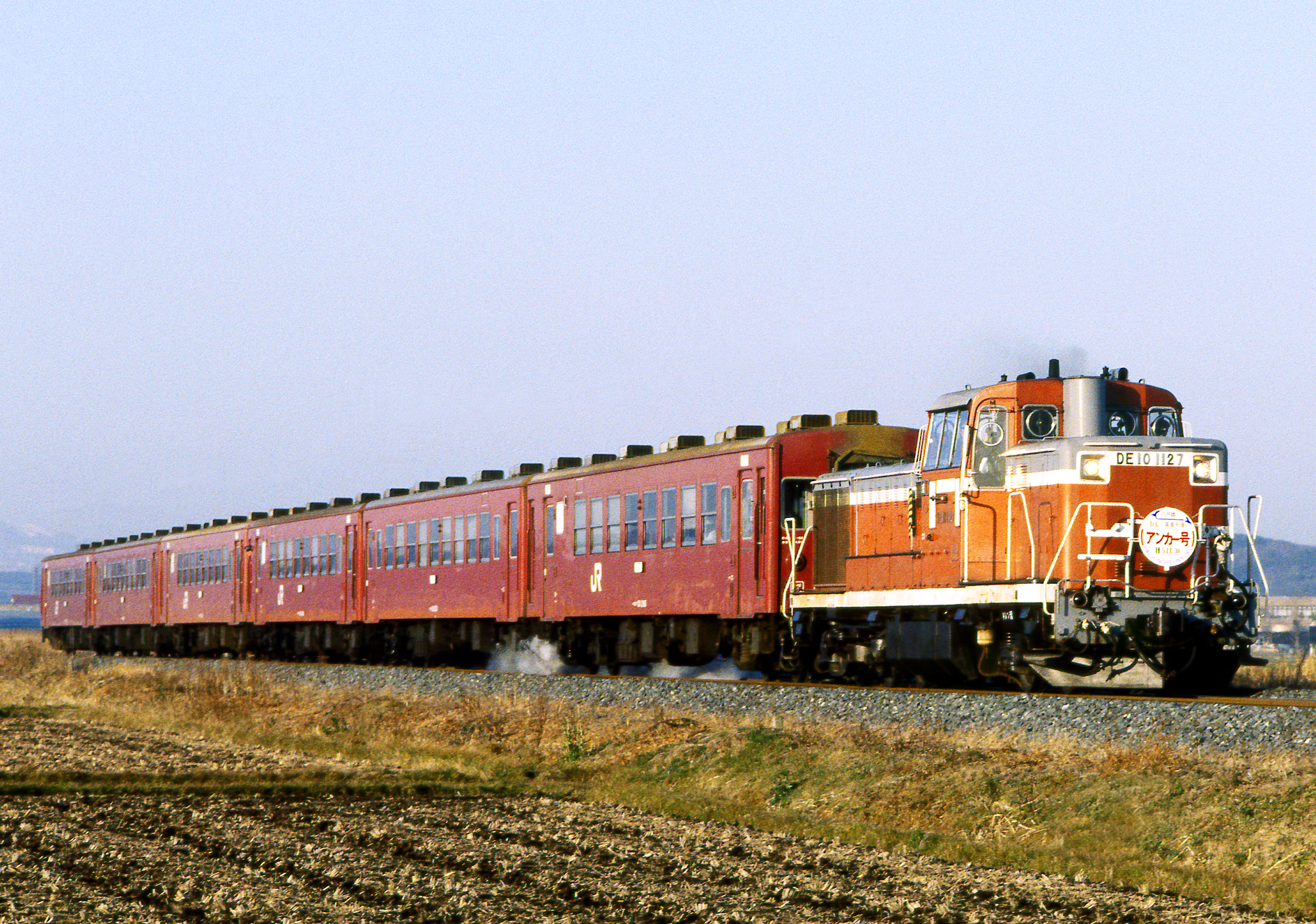
国鉄50系客車

1970年代まで、地方都市圏の旅客輸送に使用していた旧形客車（10系以前の客車）は製造後20年から40年以上に達し、老朽化の進行により保守上の問題と乗客からの不評が生じていた。また、自動扉を持たないため、乗客が転落する危険があること、狭いデッキが乗降を遅滞させることも問題となっていた。
これらの改善に際しては、当時行われていた荷物・郵便輸送への配慮と、貨物輸送量の減少で機関車の余剰が発生していたことから、動力近代化には矛盾するものの客車の新形式を開発する方針が採られ、輸送力増強とサービス改善を安価に行うための車両として1977年から製作された車両群が50系客車である。
窓構造が上段下降下段上昇窓（ユニット窓）に変更され、側面扉は従来の手動扉に代わり、幅を1000 mmに拡大した片引戸で半自動操作も可能な自動扉とした。車内も旧形客車と異なり、主に通勤通学時間帯における運用を考慮し座席配置はデッキ付近をロングシートとしているが、固定編成式の20系や12・14系と異なり照明電源などが自車の車軸発電機から供給されるため、旧式客車を含め自由に併結・混結も可能で向きも任意など、従来の一般客車に準じている部分もあった。
本形式の登場で旧形客車の置換えが進んだが、民営化直前の1982年11月15日国鉄ダイヤ改正より始まった鉄道による郵便荷物輸送の縮小および廃止によって電車・気動車への置き換えが進み、2001年10月の筑豊本線部分電化の際に客車普通列車が全廃されるなどして、本形式を含め、一般形の座席客車は現在ではイベント用や特殊用途に使用されるごく少数が残存するのみである。

## 国鉄分割民営化後
普通列車の短編成・高頻度運転の深度化に伴う電車化・気動車化の更なる進行、JRの旅客鉄道会社における機関車運転要員の縮小・廃止などで衰退が著しく、客車を用いた定期普通列車は2002年の快速「海峡」廃止によりJRから消滅し、定期優等列車も2016年の「はまなす」廃止により消滅した。
静音性から客車に利点のある夜行寝台列車はしばらく残ったが、高速バスとの競合が著しく、さらに国鉄分割民営化による長距離列車についての各社の意思統一の困難性も問題になった。
一方で、客車は豪華観光列車の分野で生き残ることになった。首都圏 - 北海道連絡の寝台特急について、東日本旅客鉄道（JR東日本）により設備を一新した新系列の客車としてE26系客車が1999年に投入された。車体は大幅に軽量ステンレスを用い、ボギー台車間をバスタブ式に床面を落とし込んだ2階建て構造を採用している。ブレーキは電気指令式を常用として装備し、台車は軸梁式の軽量ボルスタレス台車である。中間車の連結器は電車と同様の密着連結器を採用している。集中電源方式であり、客室設備は全車がA寝台の個室とされている。
九州旅客鉄道（JR九州）が超豪華クルーズトレイン「ななつ星in九州」専用の77系客車が2013年に投入された。
寝台車以外では、西日本旅客鉄道（JR西日本）が「やまぐち」専用の35系4000番台客車が2017年に投入された。日本国内の普通鉄道において座席客車が新造されるのは35年ぶりである。